# 横街 (崇福镇)
横街为中国浙江省嘉兴桐乡市崇福镇（原崇德县县治）的一条东西向街道，也是原崇德县的主要街道之一，位于原县城内西南、县前河与宫前河（今崇德中路与宫前路）之间，长约345米，平均宽3.5米，西至庙弄，东至浒弄口京杭大运河河边（街口有一棵皂荚树），以半爿弄为界分东西两段，两侧建筑大多为太平天国战乱后所重建，至今仍保持着较完整的清代街市风貌。历史上的横街不仅商业繁荣，也是当地崇邑望族的聚居之地，具代表性的建筑包括明代布政使劳永嘉故居、清初诗人吴之振故居（守愚堂）、清末画家吴滔故居、秋瑾挚友徐自华故居、足球名将戴麟经故居（戴家楼）、桥梁专家程庆国故居和民国沪军都督陈英士学过生意的善长当等。